# Lucas Suárez (futbolista nacido en 1984)
Lucas Daniel Suárez (Marcos Juárez, Provincia de Córdoba, Argentina, 8 de febrero de 1984) es un futbolista argentino. 

## Clubes
| Club                       | País      | Año       |
| -------------------------- | --------- | --------- |
| Newell's Old Boys          | Argentina | 2004-2005 |
| Gimnasia y Esgrima (M)     | Argentina | 2006      |
| Tacuarembó                 | Uruguay   | 2007      |
| Audax Italiano             | Chile     | 2008-2009 |
| Argentino de Marcos Juárez | Argentina | 2010      |